# Tayside
Tayside – dawny region administracyjny w środkowo-wschodniej Szkocji, jeden z dziewięciu istniejących w latach 1973–1996.
Region zajmował obszar o powierzchni 7502 km², zamieszkany był przez 389 800 osób (szac., 1998). Ośrodkiem administracyjnym było miasto Dundee, a innymi większymi miastami – Perth, Arbroath i Montrose. Północna część regionu była górzysta (Grampiany), południowa nizinna, na wschodzie – wybrzeże Morza Północnego oraz zatoki Firth of Tay. Nazwa regionu pochodzi od przepływającej przez niego rzeki Tay. 
Region powstał w 1973 roku z połączenia miasta Dundee, hrabstw Angus i Kinross-shire oraz większej części Perthshire. W 1996 roku region podzielony został na jednostki administracyjne (council areas) Angus, Perth and Kinross oraz Dundee.